# Белот (игра)
Белот (популарнији назив Бела) је карташка игра врло популарна у неким деловима Србији, Хрватске, Бугарској и Босни а игра се широм света, посебно у круговима јерменске дијаспоре.
Белот се може играти у двоје, троје или четворо, премда се најчешће игра у четворо, док се у двоје или троје игра у случају да недостају играчи.

## Правила
Правила Белота су врло слична француској карташкој игри Belote, и јеврејској игри Клобјош (Clobuosh), али с неколико битних разлика.
Свака се партија Белота (без обзира на број играча) састоји од дељења, одређивања адута, звања, играња и сабирања бодова.

### Дељење и одређивање адута
Ова се карташка игра карта са свежњем од 32 карте (ас, краљ, дама (баба), дечко, X, IX, VIII, VII), и то картама популарно званим мађарице, мада се могу играти и обичним свежњем. Делитељ након мешања нуди свежањ играчу с леве стране на пресецање (играч може пресећи или ударивши руком по свежњу дати знак да не жели сећи). Карте се деле у обрнутом смеру од казаљке на сату.
Карте се смеју подићи једино кад играч има право звати. Иначе се кажњава игром (162 бода).

#### Бела у двоје
Сваки играч добије по три карте лицем окренуте према доле, потом следеће три карте (дакле свеукупно шест карата). Делитељ затим окрене следећу карту лицем према горе. Тада дели још додатне четири карте свом саиграчу и себи (те се карте називају талон и оне се не смеју мешати с првих шест подељених карата, него њих ваља одвојити посебно) и две у средину, које узима играч који је звао Адута. Остатак се карата ставља попреко на ону карту која је раније стављена лицем према горе, али тако да се види о којој се карти ради.
Првих шест карата се подиже и приступа се одређивању адута. Предност има онај играч који није делио. Након што погледа добро своје карте, играч одлучује хоће ли звати, односно одредити да адут буде она боја која је на карти окренутој лицем према горе и на којој се налази остатак неподељених карата, или ће рећи „даље“.
У случају да каже „даље“, играч који је делио добија исту могућност коју може прихватити или одбити. Ако оба играча одбију да адут буде она боја која је на карти лицем према горе, право одређивања адута поново добија играч који није делио. Он поново може изабрати адут, али да није она боја коју је први пута одбио и која се налази на окренутој карти, или може по други пута рећи даље.
Овај пут делитељ мора одредити адут између три преостале боје (било коју осим првобитно одбијене). Када је адут одређен, оба играча подижу преостале четири карте (талон), тако да сваки играч у рукама има свеукупно десет карата. Тада играч који је звао адута, избацује две карте и узима две карте са средине талона. Одбачене карте припадају играчу који је звао адут. Он их одлаже међу своје штихове.

#### Бела у троје
Сваки играч добије по три карте окренуте лицем према доле, затим још по три карте (свеукупно шест), а онда још по четири карте у талону које се посебно одвоје од првих шест карата и две у средини које су намењене за играча који је звао Адута. Играчи подижу првих шест подељених карата и први играч с делитељеве десне зове Адута или говори „даље“.. Ако оба играча кажу даље и избор адута дође до делитеља онда он више нема право рећи даље. Мора изабрати адута.
Када је адут одређен, играчи подижу талон (четири карте). Тада играч који је звао тј. одредио адут бира из својих карата две које ће одбацити, а узима две, тако да сва тројица сада имају једнак број карата у рукама (10). Одбачене карте припадају играчу који је звао адут. Он их одлаже међу своје штихове.
Постоји и опција играња у троје када се уместо 2 карте на крају које се дају првоме, једна окрене и служи за одређивање адута као у двоје. Онај који узме адута не мора имати више у зброју против друге двојице него више од свакога понаособ.

#### Бела у четворо
Главно обележје беле у четворо је да се игра у паровима. Два супротстављена карташка пара имају за циљ заједничком игром сакупити пола + 1 бодова од укупне игре.
Сваки играч добије по три карте окренуте лицем према доле, затим још по три карте (свеукупно шест), и напослетку две карте у талону које ваља посебно одвојити од првих шест.
Првих шест карата се подиже и започиње одређивање адута. Први је на реду играч с делитељеве десне стране (у Белоту се све осим пресецања одвија у смеру супротном од казаљке на сату). Играч сме погледати карте тек кад зове, кад не зове спушта карте на стол.
Играч одлучује хоће ли звати (одредити адут) или ће рећи даље. У случају да каже даље, диже талон и право на одређивање адута добија следећи играч с десне стране који има иста права као и претходни. Постоје два начина звања. Да делитељ мора звати (то се зове „мус“ - нем. müssen=морати) и да не мора.
Службено правило је да не мора. При таквом звању. Сва игра се поништава и следећи играч дели.
Када неко позове адута, сви дижу талон и игра почиње.

### Звање
Под “звањем” се подразумева посебан низ карата које играч има у рукама, а који му доноси додатне бодове. Постоје четири врсте звања:
1. Четири исте карте:
- 4 дечка: 200 бодова
- 4 деветке: 150 бодова
- 4 аса, краља, даме (бабе) и десетке (као и код свих звања десетке су слабије од дама): 100 бодова

Јесу ли четири десетке јаче од 4 краља или даме (бабе) зависи од договора, али је уобичајено да су четири десетке слабије од четири краља или даме.
Четири осмице и четири седмице не вреде ништа.
2. Низ карата у истој боји (од 3 до 5 карата). 
Када је у питању звање, онда је поредак карата следећи: Ас, краљ, дама (баба), дечко, десетка, деветка, осмица и седмица.
- 3 карте у низу у истој боји вреде: 20 бодова
- 4 карте: 50 бодова
- 5 карата: 100 бодова

- Шест или седам карата за редом у истој боји вреднује се једнако као и низ од пет карата, дакле 100 бодова.

3. Осам карата за редом у истој боји назива се “белот” и играч који је добио белот аутоматски побеђује, без обзира на дотадашњи ток игре (као да одједном освоји 501 бод у бели у двоје, 701 бод у бели у троје или 1001 бод у бели у четворо). Могућа је такође и верзија где је само осам карата за редом у адуту белот, а осам карата за редом у другој боји вреди 120 (5 карата Ас до десетке 100, три карте девет, осам, седам 20).
4. Као и именом игре, белом се још назива и случај када играч у рукама има краља и даму (бабу) у адуту. Бела вреди још додатних 20 бодова.
Код лицитације звања обавезно се прво мора рећи најјаче звање, уколико се утврди да је играч имао јаче звање, признаје се прво лицитирано звање.
Звање се признаје само оном карташком пару који има најјаче (највредније) звање (изузетак је бела). Другом карташком пару не признаје се ништа, па чак и у случају да у рукама имају неколико слабијих звања која када се зброје вреде више од звања супротног пара.
Четири исте карте (изузев осмица и седмица) су јаче од низа од пет карата. Између два низа која садрже једнак број карата, предност има онај низ који садржи вишу карту, дакле низ осам, девет, десет, дечко, слабији је од низа девет, десет, дечко, дама (баба)).
Ако се пак догоди да два играча из супротних карташких парова имају једнако вредно звање, предност добија онај који је имао пре право на одређивање адута (онај који је ближе делитељу с десне стране). Допуштено је везано звање (једна те иста карта суделује у два звања), али је уобичајено да једна карта буде само у једном звању. Могућа је и верзија где у случају једнако вредног звања предност има играч који има то звање у адуту, а ако нико нема звање у адуту, вреди редослед права на одређивање адута.
Звање се показује одмах на почетку игре. Питају се остали играчи имају ли звање, ако да, колико и докле да се утврди ко има право на звање (изузетак је звање беле).
Играч који у рукама има краља и даму (бабу) у адуту, белу зове у тренутку када први пут баци једну од те две карте. Важно је напоменути да је играч обавезан јасно истакнути осталим играчима да има звање беле, а то ће учинити тако што ће рећи “бела” приликом првог бацања било краља или даме. Белу је обавезно најавити, док одбацивање друге карте која чини белу није обавезно, иако се може попратити речима “од беле”. Код беле учетворо, када играч има право на звање, онда аутоматски има право на звање и његов партнер.

### Играње
Игру започиње играч први здесна до делитеља. Следи га следећи играч до њега који не само да мора поштовати боју која је бачена, него треба бацити и карту која је већа од претходне бачене карте. На пример, ако први играч баци пикову осмицу, а следећи играч у рукама држи пикову седмицу и пикову десетку, он мора на осмицу бацити десетку, а не седмицу. То је такозвано правило ибера (према немачком über - изнад). Увек треба бацити јачу карту (карту којом можете да однесете руку), наравно ако је имате. Уколико играч нема карте да одговори на боју, онда баца адут. Ако нема ни адута, тек онда може бацити било коју карту коју жели.
У случају да је прва карта адут, следећи играч поново мора бацити јачу карту у адуту, ако је има, али ако се одигра боја која није адут, а играч који је на реду нема карте да одговори на боју онда мора бацити адут, следећи играч може бацити боју која се првобитно тражила и не мора поштовати ибер тј. бацити јачу карту зато што је бачен адут (том картом ионако не може однети текућу руку).
На пример, адут је срце, први играч баци пикову осмицу, следећи играч нема пика за одговор, те баца било које срце. Следећи играч у рукама има пиковог аса и пикову седмицу. Слободно баца пикову седмицу, јер правило јаче карте не вреди када се нека боја пресече адутом. Играч који је бацио најјачу карту, купи штих и игра први у следећем бацању.
Ако се било које од наведених правила прекрши, противнику/противницима се пишу 162 бода (зброј вредности свих карата) + сва звања која су била звана у том дељењу (без обзира ко је звао), а ко погреши добија -97 бодова (као казна). Ту партија завршава и креће се испочетка у ново дељење.

### Бодовање
Сваки играч скупља своје штихове.
Играч који носи задњи штих, добија још додатних 10 бодова. Играчу или карташком пару се звање не признаје уколико нису покупили барем један штих. Изузетак је бела која се признаје иако није ношена ниједна рука. Ако играч или карташки пар не покупи/покупе ниједну руку, одузима им се 97 бодова.
Такозвана чиста игра (игра у којој није било звања) износи 162 бода. Играч или карташки пар који је звао мора сакупити најмање пола+1 бодова од укупне игре ако жели проћи. Дакле, ако је игра чиста, треба се сакупити 82 бода за пролаз, у супротном се не пролази него “пада”.
Збир игре расте уколико су у дељењу била звања. Сва звања се зброје и придодају на 162, од добијеног износа се за пролаз поновно захтева пола+1. (ако је било 20 звања, игра износи 182 – пролаз је 92, ако је било 50 звања, игра је 212, пролаз је 107 бодова).
Када се бела игра у троје, играч који зове адут, треба сакупити више од зброја штихова остала два играча.

#### Бодовање у двоје
Ако је играч који је звао адут прошао, тј. сакупио више од пола, обојици играча се пише зброј штихова који су освојили.
Ако је играч који је звао адут пао, тј. није сакупио пола+1 бодова од целе игре, противнички играч осваја све његове бодове + своје, тачније целу игру.
Противников пад се бележи цртицом, а не нулом.

#### Бодовање у троје
Ако је играч који је звао адут прошао, тј. сакупио пола+1 од игре, сваком од троје играча се пишу освојени бодови које су освојили у покупљеним штиховима.
Ако је играч који је звао адут пао, он не осваја ништа. Од остала два играча играч који је сакупио више штихова присваја и поене играча који је пао.
Пад се бележи цртицом, а не нулом.

#### Бодовање у четворо
Ако је карташки пар који је звао адут прошао, тј. сакупио пола+1 бодова од укупне игре, сваком пару се сабирају бодови које су успели сакупити.
Ако је карташки пар који је звао адут пао, тј. није сакупио пола+1 бодова од укупне игре, све бодове добија супротни карташки пар.
Пад се бележи цртицом, а не нулом.

### Вредновање карата (бодови)
| У адуту     | У адуту | Ван адута   | Ван адута |
| ----------- | ------- | ----------- | --------- |
| Дечко       | 20      | Ас          | 11        |
| Деветка     | 14      | Десетка     | 10        |
| Ас          | 11      | Краљ        | 4         |
| Десетка     | 10      | Дама (баба) | 3         |
| Краљ        | 4       | Дечко       | 2         |
| Дама (баба) | 3       | Деветка     | 0         |
| Осмица      | 0       | Осмица      | 0         |
| Седмица     | 0       | Седмица     | 0         |

## Победа
Бела се не игра унедоглед, већ до одређене границе. Када играч или карташки пар достигне ту границу, уобичајено је рећи да је играч или карташки пар – изашао.
Постоје два начина да се заврши ова карташка игра. Први начин се међу карташима назива “играти на доста” – играчу или карташком пару је циљ сакупити у последњем одлучујућем дељењу онолико бодова колико му недостаје да достигне договорену границу, без обзира на то је ли сакупио пола+1 од целокупног збира игре (на пример, ако се у бели у двоје играч нађе у ситуацији да има 496 бодова, дакле недостају му још 5 бодова, а прва карта коју баци на почетку бацања је дечко у адуту који је најјача карта у игри вредна 20 бодова, по правилу играти на доста, овде се игра завршава). Само пар који освоји штих може рећи „изашао“.
Други начин да се бела приведе крају је правило играти на пролаз. Играч или карташки пар треба сакупити пола+1 од бодова укупне игре, ако жели проћи. Другим речима, последње одлучујуће дељење се по овом правилу не разликује од осталих дељења.
Према службеним правилима игра се на доста (мора достићи довољан број бода, и мора освојити штих).

#### Бодовна граница (бела у двоје)
Побеђује онај који први сакупи 501 бод.

#### Бодовна граница (бела у троје)
Побеђује онај који први сакупи 701 бод.

#### Бодовна граница (бела у паровима)
Побеђује онај који први сакупи 1001 бод.